# Grzybki (Lipówki)

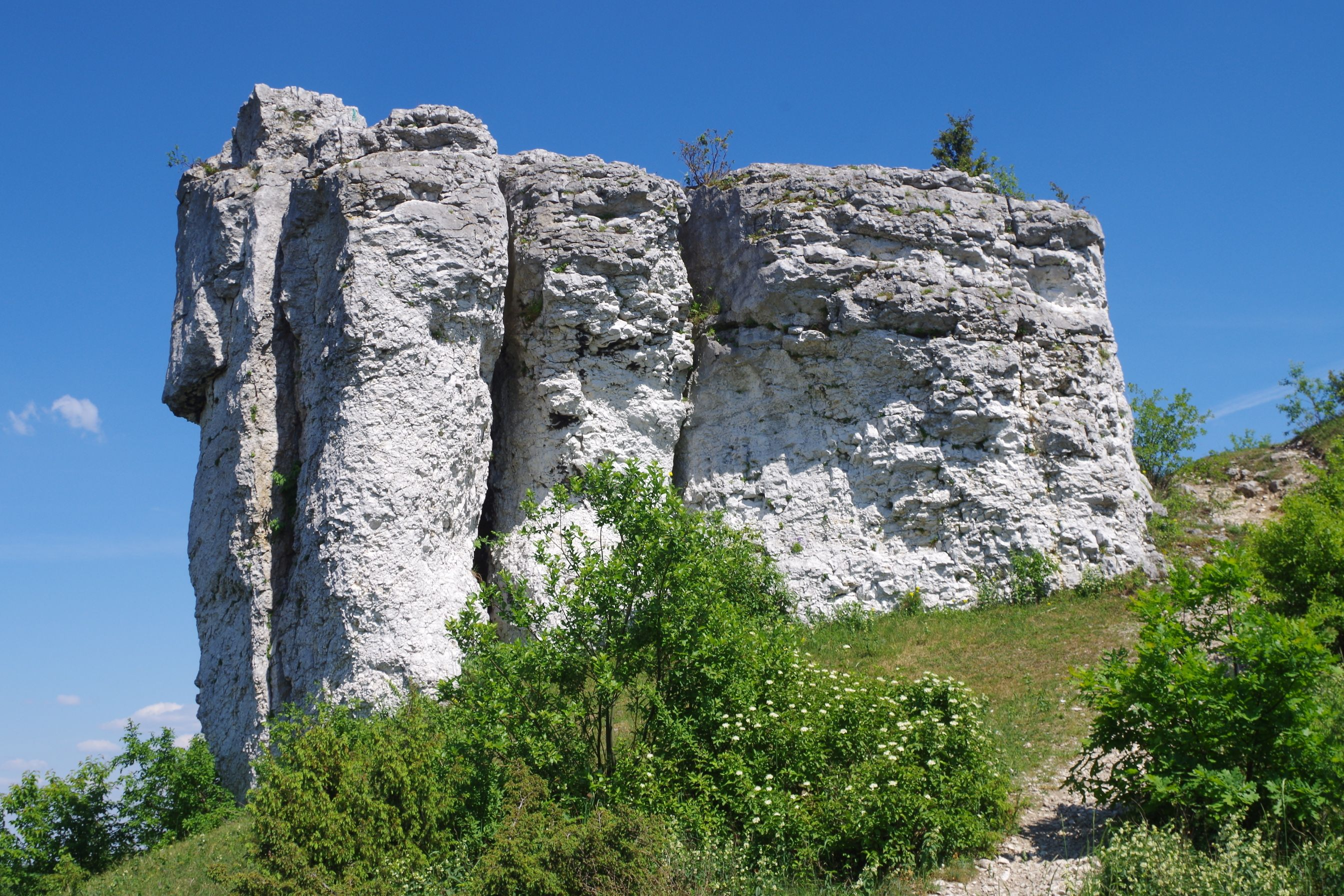
Skała wspinaczkowa Grzybki

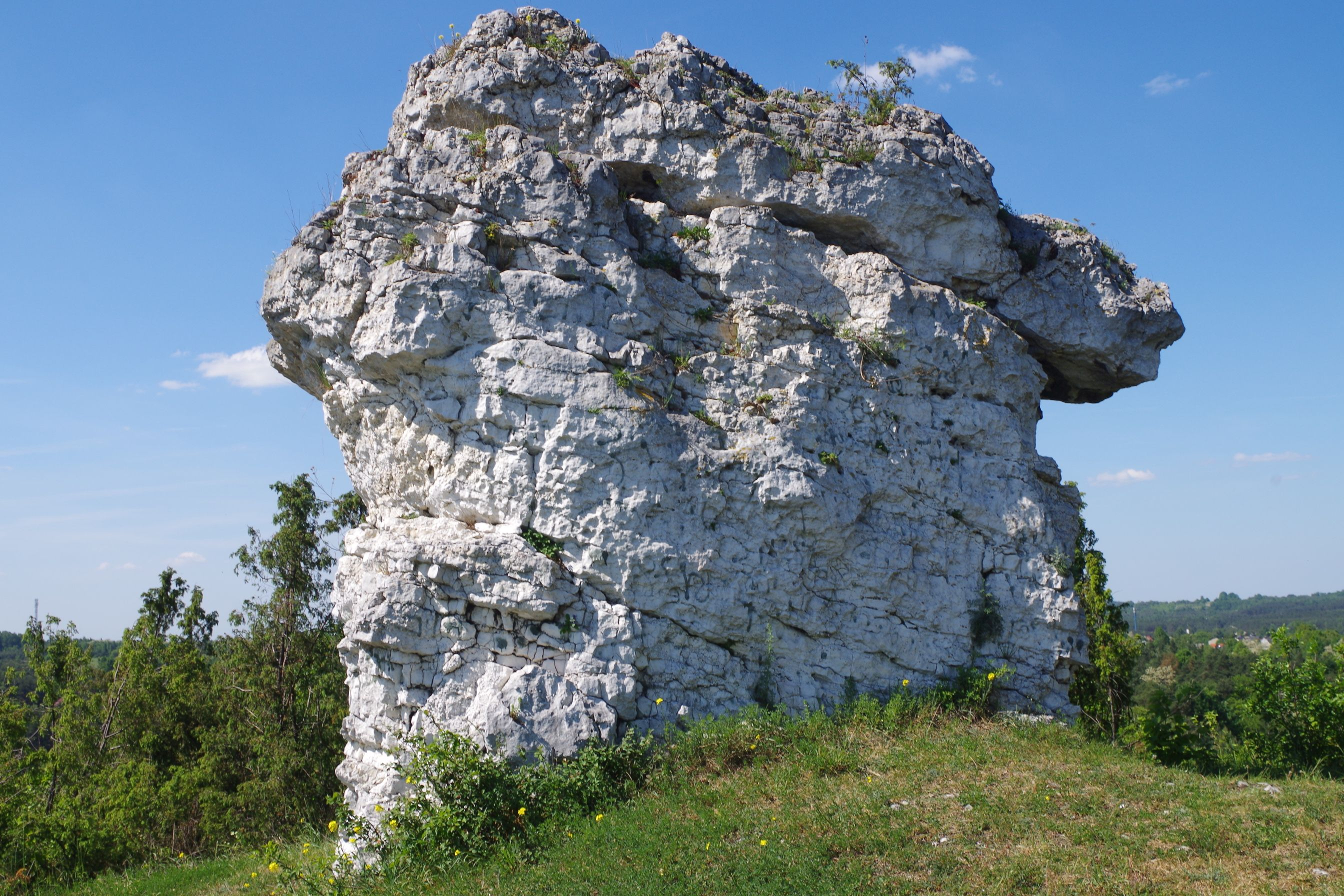
Jeden z grzybków w okolicy

Grzybki – niewielka skała  na  wzgórzu Lipówki na Wyżynie Częstochowskiej, w południowo-wschodniej części miejscowości Olsztyn w województwie śląskim, w powiecie częstochowskim, w gminie Olsztyn. Znajduje się w środkowej części wzgórza{. Jest jedną z kilku skał wspinaczkowych na tym wzgórzu. Zbudowana z wapieni skała ma wysokość 8 m i składa się z kilku pionowych bloków skalnych. Grzybki nie są jedynymi skałami na tym wzgórzu; na północny zachód od nich na grzbiecie wzgórza znajduje się kilka jeszcze innych mniejszych, również wapiennych skał o kształcie grzybów skalnych{, jednak nie wzbudziły one zainteresowania wspinaczy. 
Skała Grzybki ma pionowe, połogie ściany z filarem i zacięciem.  Wspinacze poprowadzili na niej 8 dróg wspinaczkowych o trudności od IV+ do VI.2 w skali Kurtyki. Mają wystawę północno-zachodnią, zachodnią i południowo-zachodnią. Nie zamontowano stałych punktów asekuracyjnych.

## Drogi wspinaczkowe
1. Wariant Berghausena; VI.1 (nieasekurowalna)
2. Wariant Piechockiego; VI+ (nieasekurowalna)
3. Filarek Falca; VI.1+ (nieasekurowalna)
4. Filarek Piechockiego; VI.2 (nieasekurowalna)
5. Lewy Kościelecki-Kopeć; IV+ (nie wystarczą same ekspresy)
6. Droga Piechockiego; VI+ (nieasekurowalna)
7. Filar dekomunizmu; VI.1+ (nieasekurowalna)
8. Prawy Kościelecki-Kopeć; IV+ (nie wystarczą same ekspresy)[2].